# Liste der Mitglieder des Coburger Landtags (4. Wahlperiode)
Diese Liste nennt die Mitglieder des Coburger Landtags in seiner 4. Wahlperiode (1839–1843).

## Hintergrund
Der vierte Landtag wurde 1839 gewählt und am 25. Dezember 1839 eröffnet. Er bestand aus elf Abgeordneten. Am 3. März 1843 wurde der Landtag vorzeitig aufgelöst.
Die Wahlperiode wurde durch den Rücktritt vieler Abgeordneten geprägt. Dies war eine Folge des Theaterstreits, der auch zur vorzeitigen Auflösung des dritten Landtags geführt hatte.
Herzog Ernst I. hatte im Juni 1827 ein eigenes ständiges Hoftheater, das herzoglich sächsische Hoftheater zu Coburg, geschaffen und strebte für dieses Ensemble den Bau eines eigenen Theatergebäudes an. Die Kosten wurden mit 40.000 Gulden beziffert, ein Betrag, der für das hochverschuldete Herzogtum (die Staatsschulden betrugen 1844 für beide Teilherzogtümer zusammen 1,6 Millionen Gulden) nicht tragbar war. Der Herzog setzte zunächst auf freiwillige Spenden. Nachdem diese nicht in der notwendigen Höhe eingegangen waren, mussten Staatsmittel verwendet werden, bei denen der Landtag das Budgetrecht hatte. Genutzt wurden Mittel, die der Landtag für die Sanierung von Schloss Ehrenburg bewilligt hatte. Gravierender noch als diese Zweckentfremdung war der Verkauf des Waisenhauses. Das Gelände des Waisenhauses wurde für den Bau des Theaters benötigt, war aber im Besitz des Waisenhausfonds. Die 18 Waisenhauskinder wurden (auf Kosten des Waisenhausfonds) bei Familien untergebracht, das Waisenhaus für 8000 Gulden weit unter Wert an die herzogliche Kammer verkauft. Dann wurde der Waisenhausfonds aufgelöst und die staatliche Schuldentilgungskasse musste 14.563 Gulden an Schulden des Fonds übernehmen. Der Landtag hätte über diese Enteignung des Fonds gemäß Verfassung angehört werden müssen.
Landtagsdirektor Haubold von Speßhardt und Landtagssekretär David Sartorius (die als Mitglied der Obersteuerkommission Kenntnis hiervon hatten) führten eine Beschwerde des Landtags beim Herzog herbei. Die Beschwerdeschrift vom 20. Mai 1838 wurde jedoch nicht beantwortet. Stattdessen löste der Herzog am 1. Juli 1839 den Landtag auf.
Bei den folgenden Landtagswahlen wurden Speßhardt und Sartorius (wie auch Johann Stegner, der die Beschwerde mit unterzeichnet hatte) jeweils klar wiedergewählt, die Wahl jedoch vom Herzog nicht anerkannt. In der Folge traten andere gewählte Abgeordnete zurück und der Landtag weigerte sich im Rahmen der Wahlprüfung die Gültigkeit der Wahl festzustellen. Auch wurde kein ständiger Ausschuss gewählt. Am 2. November 1840 fragte der Landtag erneut bei der Regierung um eine Antwort auf die Beschwerde nach und erhielt am 24. November 1840 die lakonische Antwort, die Sache sei erledigt.

## Liste der Abgeordneten
| Kurie              | Gebiet           | Name |
| ------------------ | ---------------- | --- |
| Rittergutsbesitzer | Herzogtum Coburg | Forstmeister und Kammerherr Eduard von Donop (am 21. Februar 1840 ausgetreten)                              |
| Rittergutsbesitzer | Herzogtum Coburg | Kammerherr und Hauptmann Otto von Steinau (am 2. Oktober 1841 ausgetreten)                                  |
| Rittergutsbesitzer | Herzogtum Coburg | Forstmeister a. D. Theodor von Wasmer                                                                       |
| Rittergutsbesitzer | Herzogtum Coburg | Kaufmann Oskar Nistler (lehnte den Eintritt in den Landtag ab, wurde aber dennoch als Abgeordneter geführt) |
| Magistrat          | Coburg           | Stadtgerichtsrat Ferdinand Scheler (ausgetreten am 6. April 1840)                                           |
| Magistrat          | Coburg           | Stadtkammerrat Christoph Friedrich Christian Keyßler (ab 1840)                                              |
| Bürgerschaft       | Coburg           | Hofadvokat Ludwig Pertsch (blieb den Sitzungen fern und verstarb am 3. Mai 1842)                            |
| Bürgerschaft       | Coburg           | Moriz Adolph Briegleb (ab 1842)                                                                             |
| Amtsbezirk         | Coburg           | Oberleutnant Friedrich Sartorius (trat am 9. Januar 1843 aus)                                               |
| Amtsbezirk         | Coburg           | Kaufmann und Gutsbesitzer Johann Georg Appel (ab 1843)                                                      |
| Amtsbezirk         | Neustadt         | Hofadvokat Georg Christoph Eichhorn (ausgetreten am 2. Oktober 1841)                                        |
| Amtsbezirk         | Neustadt         | Bürgermeister Gustav Lorenz Köhler (ab 1841)                                                                |
| Amtsbezirk         | Rodach           | Bürgermeister Melchior Leonhardt Schmidt                                                                    |
| Amtsbezirk         | Sonnefeld        | Schultheiß Johann Georg Baudler (am 2. März 1840 ausgetreten)                                               |
| Amtsbezirk         | Sonnefeld        | Gastwirt Johann Georg Bauersachs (ab 1840, kein Eintritt in den Landtag)                                    |
| Amtsbezirk         | Königsberg       | Schultheiß Bernhard Holzheid                                                                                |